# Podlokanj
Podlokanj (în maghiară Podlokánypuszta) este o localitate în Districtul Banatul de Nord, Voivodina, Serbia.